# Leptopelis parbocagii
Leptopelis parbocagii és una espècie de granota de la família dels hiperòlids que viu a Angola, la República Democràtica del Congo, Malawi, Moçambic, Tanzània i Zàmbia.